# تحفيز إنزيمي
التحفيز الإنزيمي هو زيادة في معدل تفاعل كيميائي بواسطة الموقع النشِط للبروتين. قد يكون المحفز البروتيني (الإنزيم) جزءًا من مركب البروتين المتعدد الفرعي، و/أو قد يرتبط بشكل عابر أو دائم مع عامل مساعد (على سبيل المثال أدينوسين ثلاثي الفوسفات). تحفيز التفاعلات الكيميائية الحيوية في الخلية هو أمر حيوي نظرًا لمعدلات النفاعل المنخفضة جدًا من التفاعلات غير المُحفزة في درجة حرارة الغرفة والضغط. أحد العوامل الرئيسية لتطور البروتين هو تحسين هذه الأنشطة التحفيزية عن طريق ديناميتات البروتين.[1]
آلية تحفيز الإنزيم مماثلة من حيث المبدأ لأنواع أخرى من التحفيز الكيميائي.من خلال توفير مسار رد فعل بديل يقلل الإنزيم من الطاقة المطلوبة للوصول إلى أعلى حالة انتقال الطاقة للتفاعل. ويؤدي تخفيض طاقة التنشيط (ط.ت) إلى زيادة كمية الجزيئات المتفاعلة التي تحقق مستوى كافٍ من الطاقة، بحيث تصل إلى طاقة التنشيط وتشكل المُنتج.وكما هو الحال مع المواد المحفزة الأخرى، لا يُستهلك الإنزيم خلال التفاعل (كركيزة) ولكن يتم إعادة تدويره بحيث يقوم إنزيم واحد بعدة جولات من التحفيز.

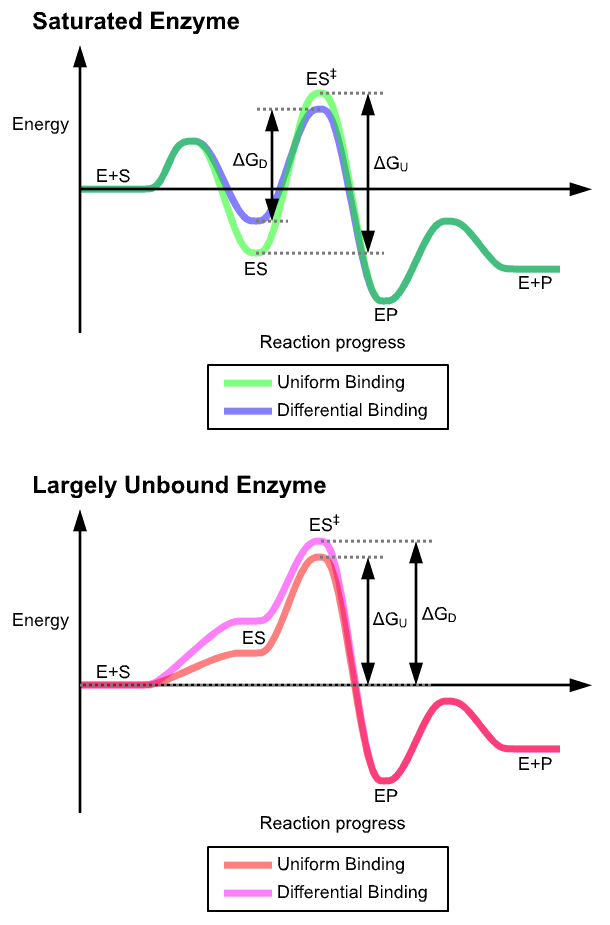
آلبات مختلفة من ربط المادة المتفاعلة

ويُعد النموذج المفضل لتفاعل ركيزة الإنزيم هو النموذج المناسب المُحفزة.[2]هذا النموذج يقترح أن التفاعل الأولي بين الإنزيم والركيزة ضعيف نسبيًا، ولكن هذه التفاعلات الضعيفة تحفز بسرعة التغيرات التوافقية في الإنزيم الذي يعزز الربط.
وتنشأ مزايا آلية التناسب المُستحثة بسبب تأثير استقرار انزيم قوي مُلزم.هناك آليتان مختلفتان من روابط الركائز: رابطة موحدة، وهي بها رابطة ركيزة قوية، ورابطة تفاضلية، وهي بها رابطة حالة انتقال قوي.تأثير استقرار رابطة موحدة يزيد من كل من الركيزة وصلة رابطة حالة الانتقال، في حين يزيد الارتباط التفاضلي من صلة رابطة حالة الانتقال.كلاهما يستخدم من قبل الانزيمات وتم اختيارها بشكلٍ تطوري لتقليل طاقة تنشيط التفاعل. الإنزيمات المشبعة، وهي، لديها رابطة ركيزة عالية التقارب، تتطلب رابطة تفاضلية للحد من طاقة التنشيط، في حين أن إنزيمات الركيزة الصغيرة غير المربوطة قد تستخدم إما رابطة تفاضلية أو موحدة.[3]
وقد أدت هذه الآثار إلى استخدام معظم البروتينات لآلية الربط التفاضلي للحد من طاقة التنشيط، لذلك تشمل معظم الركائز على تقارب عالي للإنزيم بينما هي في حالة الانتقال.يتم تنفيذ الربط التفاضلي بواسطة آلية التناسب المُستحثة - ترتبط الركيزة أولاً بشكلٍ ضعيف، ثم يُغير الإنزيم التشكل مما يزيد من تقارب حالة الانتقال والاستقرار، وبذلك يُحد من طاقة التنشيط للوصول إليه.
ومن المهم أن نوضح، مع ذلك، أنه لا يمكن استخدام المفهوم المناسب المُستحث لترشيد التحفيز.وهذا هو، ما يُعرف بالتحفيز الكيميائي بأنه الحد من تنشيط الطاقة ‡ (عندما يكون النظام هو بالفعل ضمن وضع تنشيط الطاقة ‡) نسبةً إلى تنشيط الطاقة ‡ في التفاعل غير المُحفز في الماء (بدون الإنزيم). ولا يدل هذا التناسب المُستحث إلا أن الحاجز أقل في الشكل المغلق للإنزيم، لكنه لا يطلعنا على سبب تخفيض الحاجز.
وقد يكون التناسب المُستحث مفيدًا لدقة الاعتراف الجزيئي في وجود المنافسة والضوضاء من خلال آلية التدقيق التصحيحي التوافقي.

## آليات مسار التفاعل البديل
تأتي هذه التغيرات التوافقية أيضًا ببقايا مُحفزة في الموقع النشِط على مقربة من الروابط الكيميائية في الركيزة التي سيتم تعديلها في التفاعل. بعد حدوث عملية الربط، تقوم آلية واحدة أو أكثر من آليات التحفيز بتقليل طاقة الحالة الانتقالية للرد التفاعلي، من خلال توفير مسار كيميائي بديل للتفاعل. وهناك ست آليات ممكنة للتحفيز «على الحاجز» وكذلك آلية «من خلال الحاجز»:

## التقريب والتوجيه
تحاكي ردود أفعال ركيزة الإنزيم المجموعات الكيميائية التفاعلية وتعقدها معًا بالقرب من بعضهم البعض في أفضل علم هندسي، مما يزيد من معدل التفاعل. وهذا يقلل من تداخل من المتفاعلات وبالتالي يقلل من ردود أفعال الإضافة أو النقل غير مؤاتية، منذ انخفاض التداخل العام عندما يصبح متفاعلين منتجًا واحدًا.
هذا التأثير هو مماثل لزيادة فعالة في تركيز المواد الكاشفة. يمنحنا ربط المواد الكاشفة بالإنزيم سلسلة من التفاعلات بين الجزيئات، مما يعطي زيادة معدل كبيرة.
يمكن تقدير التركيز الفعال للأسيتيت في التفاعل الجزيئي كـ k2/k1 = 2 x 105 Molar.
ومع ذلك، قد يكون الوضع أكثر تعقيدًا، لأن الدراسات الحسابية الحديثة قد أثبتت أن الأمثلة التقليدية للآثار القرب لا يمكن أن تكون ذات صلة مباشرة بآثار التدهور الحتمي للإنزيم. وأيضًا، تم اكتشاف أن المقترح الأصلي للانتروبيا يساهم بشدة في انتروبيا التوجيه للمُحفز.

## مانحو ومستقبلو البروتون
يمكن للمانحين والمستقبلين للبروتون، أي أن الأحماض والقاعدة قد تقوم بالتبرع بالبروتونات أو استقبالها لتحقيق الاستقرار بالنسبة لتكاليف التطوير في الحالة الانتقالية. هذا عادةً ما يكون له تأثير تفعيل مجموعات النيوكليوفيل والإلكتروفيل، أو استقرار مجموعات المغادرة. الهستيدينوغالبًا ما يكون الهستيدين عبارة عن بقايا تشارك في هذه التفاعلات الحمضية / القاعدية، لأنه على ثابت تفكك الحمضمقربة من المحايدة درجة الحموضة، وبالتالي يمكن لكليهما قبول البروتونات أو التبرع بها.
تفترض العديد من آليات التفاعل التي تنطوي على التحفيز الحمضي / القاعدي تغيرًا كبيرًا في ثابت تفكك الحمض.هذا التغير الواقع في ثابت تفكك الحمض محتملاً من خلال البيئة المحلية للبقايا.
| الحالات                                       | الأحماض               | القواعد               |
| بيئة كارهة للماء                              | زيادة ثابت تفكك الحمض | خفض ثابت تفكك الحمض   |
| البقايا الناجمة لمثل هذه الشحنات              | زيادة ثابت تفكك الحمض | خفض ثابت تفكك الحمض   |
| تشكيل القنطرة الملحية (والرابطة الهيدروجينية) | خفض ثابت تفكك الحمض   | زيادة ثابت تفكك الحمض |

يمكن أيضًا أن يتأثر ثابت تفكك الحمض بشكلٍ كبير من البيئة المحيطة، للحد من البقايا التي هي أساسية في الحل قد تكون بمثابة متبرعي البروتون، والعكس صحيح.
على سبيل المثال:-
الثالوث التحفيزي لـ بروتييز السيرين

تشتمل الخطوة الأولية من آلية تحفيز بروتييز السيرين على قبول الحامض الأميني (الهستيدين) للموقع النشِط قبول بروتون من بقايا السيرين.وهذا يجعل من السيرين نيوكليوفيل لمهاجمة الرابطة الأميدية للركيزة.وتشمل هذه الآلية التبرع ببروتون من السيرين (قاعدي، ثابت تفكك الحمض 14) إلى الهستيدين (حمضي، ثابت تفكك الحمض 6)، وكان هذا ممكنًا بسبب البيئة المحلية للقواعد.

من المهم توضيح أن تعديل ثابت تفكك الحمض هو جزء نقي من الآلية الكهربية.[10]وعلاوة على ذلك، فإن تأثير المُحفز للمثال أعلاه يرتبط أساسًا مع الحد من ثابت تفكك الحمض من أوكسيانيون والزيادة في ثابت تفكك الحمض من الهستيدين، في حين أن نقل البروتون من السيرين إلى الهستيدين غير مُحفز كثيرًا، لأنه ليس هو معدل تحديد الحاجز.

## التحفيز الكهربائي
يمكن أيضًا تحقيق استقرار حالات النقل المشحونة بواسطة البقايا في الموقع النشِط مكونة بذلك روابط أيونية (أو تداخلات شحن أيونية جزئية) مع الوسيط.ويمكن أن تأتي هذه الروابط إما من سلاسل جانبية حمضية أو قاعدية موجودة على الأحماض الأمينية مثل ليسين أو أرجينين أو حمض الأسبارتيك أو حمض الجلوتاميك أو تأتي من عوامل مساعدة معدنية مثل الزنك. الأيونات المعدنية فعالة بشكل خاص ويمكن أن تقلل من ثابت تفكك الحمض من الماء بما فيه الكفاية لجعله نوكليوفيل فعال.
وقد أثبتت دراسات المحاكاة الحاسوبية المنهجية أن التأثيرات الكهروستاتيكية تعطي، إلى حد بعيد، أكبر مساهمة في التحفيز على وجه الخصوص، وفقد تبين أن الإنزيم يوفر بيئة قطبية أكثر من الماء، وأن حالات الانتقال الأيونية تستقر بواسطة ثنائيات القطب الثابتة.وهذا يختلف كثيرًا عن استقرار الحالة الانتقالية في الماء، حيث جزيئات الماء يجب أن تدفع بما يُسمى «إعادة تنظيم الطاقة». من أجل تحقيق استقرار الحالات الأيونية والمشحونة. وهكذا، يرتبط التحفيز مع حقيقة أن مجموعات الإنزيم القطبية أعيد ترتيبها.
وقد تبين أن حجم الحقل الكهروستاتيكي المبذول بفعل موقع الإنزيم النشط مرتبط ارتباطًا وثيقًا بتحسن معدل التحفيز الإنزيمي.
عادةً ما يتبع ربط الركيزة استبعاد المياه من الموقع النشِط، وبالتالي يتم خفض ثابت العزل المحلي لذلك المذيب العضوي. وهذا يقوي التفاعلات الكهروستاتيكية بين الركائز المشحونة/القطبية والمواقع النشطة. وبالإضافة إلى ذلك، أظهرت الدراسات أن توزيع الشحنات حول المواقع النشطة يتم ترتيبها من أجل تحقيق الاستقرار في حالات الانتقال من التفاعلات المُحفزة. وفي العديد من الإنزيمات، على ما يبدو أن توزيع هذه الشحنات لتوجيه الركائز القطبية نحو مواقع الربط ولذلك معدلات هذه التفاعلات الأنزيمية أكبر من حدودها الظاهرة التي يسيطر عليها الانتشار.

ويستقر وسيط رباعي السطوح من قِبل الرابطة الأيونية الجزئية بين الأيون Zn^{2+} والشحنة السالبة على الأكسجين.

## أمثلة على الآليات التحفيزية
1. التربسين
2. ألدولاز